# Tachyta rivularis
Tachyta rivularis är en skalbaggsart som beskrevs av Victor Ivanovitsch Motschulsky. Tachyta rivularis ingår i släktet Tachyta och familjen jordlöpare. Inga underarter finns listade i Catalogue of Life.